# Milan Pršo
Milan Pršo (in serbo Mилaн Пpшo?; Knin, 29 giugno 1990) è un calciatore serbo, centrocampista dello Zuce 2019.

## Carriera

### Club
Ha giocato nella massima serie serba con il Rad Belgrado.